# Livingstones turako
Livingstones turako (latin: Tauraco livingstonii) er en turakoart, der lever i det subtropiske lavland i det sydøstlige Afrika. Der findes en isoleret bestand i Burundi. Derudover lever Livingstones turako i området fra det sydlige Tanzania til det østlige og sydlige Malawiøogstlige Zimbabwe. Den er almindelig i Mozambique og langs Sydafrikas subtropiske kyst. IUCN kategoriserer arten som ikke truet.